# Peñarroya-Pueblonuevo

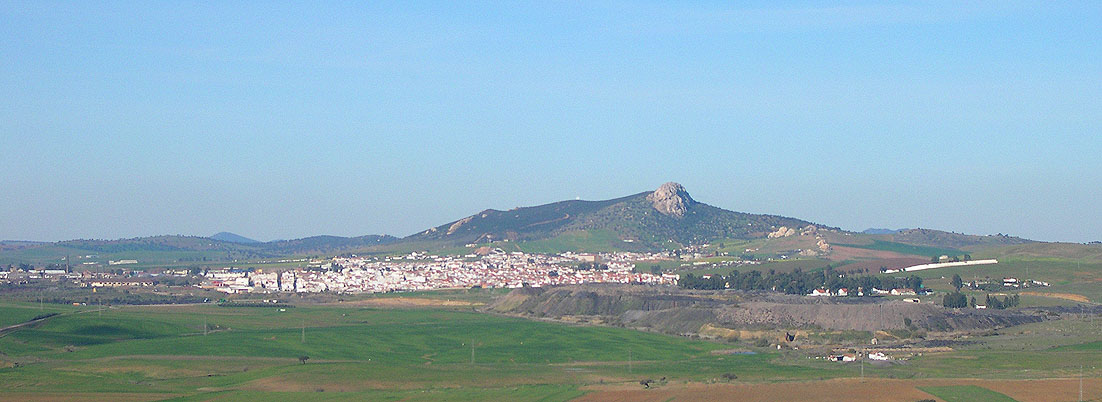

Peñarroya-Pueblonuevo est une ville d’Espagne, dans la province de Cordoue, communauté autonome d’Andalousie. La ville, dont les origines remontent au XIXe siècle, était étroitement liée à l'exploitation minière. C'est le siège de la comarca Valle del Guadiato.

## Histoire

### Origines
C'est de 1272 que date la référence la plus ancienne au nom de Peñarroya, localité du royaume d'Alfonse X. Elle tire son origine d'une simple villa médiévale, transformée plus tard en village, connu sous le nom de Peña Roja (« Rocher Rouge » en espagnol). À la suite des événements de Fuente Obejuna en 1476, ses habitants quittent le village et s'établissent à Peñarroya, qui devient alors un village habité toute l'année. Il dépend alors, et jusqu'en 1896, à la commune de Belmez.
La vraie fortune de Peñarroya arrive en 1777, quand José Simón de Lillo, fournisseur de viandes de l'armée et des mines d'Almadén, se dirigeant vers Bélmez pour acheter des moutons, passant le long du ruisseau de la Hontanilla, reconnait des affleurements de charbon dans les terres noires.
La localité de Pueblonuevo del Terrible apparut au XIXe siècle, grâce aux exploitations minières. Le nom de « Terrible » lui vient d'un chien qui portait ce nom et qui était connu pour sa férocité. La ville de Pueblonuevo del Terrible finirait également par se séparer de Belmez en 1894.
La commune actuelle est issue de la fusion en 1927 des deux communes de Peñarroya et de Pueblonuevo, qui avaient déjà été séparées de Bélmez au siècle précédent. Les deux noyaux de population étaient effectivement contigus.

### Le développement industriel
L'importance des gisements attira les investisseurs, pour la plupart français, qui fondèrent de nouvelles compagnies minières. Dans cet essor minier et industriel, la Société minière et métallurgique de Peñarroya (SMMP), fondée en 1881, a joué un rôle important.
Le premier complexe industriel (Cerco Industrial) fut construit en 1875 près de Pueblonuevo del Terrible par la Hullera Belmezana (« Charbonnages de Bélmez »). Elle se développa rapidement et fit construire la voie ferrée entre Bélmez et Castillo de Almorchón, puis entre Bélmez et Cordoue afin d'attirer de nouveaux mineurs et d'exporter la production. Cela attira effectivement de nombreux immigrants qui s'installèrent alors dans la région. Il y avait plusieurs Français, envoyés par leur compagnie et établis dans le quartier de la colonie française, mais également de nombreux Portugais et des Italiens. Peu à peu, le mouvement ouvrier se renforça.
Dans la première décennie du XXe siècle, l'ensemble minier de Peñarroya-Pueblonuevo devint l'un des principaux pôles industriels d'Andalousie et le plus grand de la province de Cordoue. On y trouvait une fonderie de plomb, une centrale thermique, une usine de désargentation, une de produits chimiques, etc. En 1914, avec le déclenchement de la Première Guerre mondiale, la production s'accrut encore plus, et la commune atteignit une population de 24 000 habitants.
Dans la seconde moitié du XXe siècle, on assiste à un déclin inexorable des activités minières et industrielles dans la zone. En conséquence, Peñarroya-Pueblonuevo a perdu de la population et de l’importance.

## Démographie
| 2000   | 2001   | 2002   | 2003   | 2004   | 2005   | 2006   | 2007   | 2008   | 2009   |
| ------ | ------ | ------ | ------ | ------ | ------ | ------ | ------ | ------ | ------ |
| 13 024 | 12 740 | 12 559 | 12 453 | 12 351 | 12 171 | 11 985 | 11 918 | 11 863 | 11 883 |